# Lisl Valetti
Lisl Valetti (14 de noviembre de 1914 - 28 de diciembre de 2004) fue una actriz austriaca.

## Biografía
Nacida en Berlín, Alemania, su verdadero nombre era Elisabeth Valetti. Hija de la actriz Rosa Valetti, se inició en el cine a los 17 años de edad con un pequeño papel en el film de Leontine Sagan Muchachas de uniforme (1931), debutando al siguiente año como actriz teatral. Tras una temporada en el Deutsches Theater de Berlín (1932/33), fue excluida de la actuación al producirse la Machtergreifung nazi, ya que Valetti era judía. 
Por esa razón Lisl Valetti en 1934 fue a vivir a Austria con su madre, encontrando trabajo en el Theater in der Josefstadt de Viena y en el cabaret Literatur am Naschmarkt. En mayo de 1936 viajó a Inglaterra, y uno o dos años después, Lisl Valetti se encontraba en los Estados Unidos. En Los Ángeles tomó parte de actuaciones para emigrantes, a veces patrocinadas por ‘The Tribune‘. Tras entrar los Estados Unidos en la Segunda Guerra Mundial, Valetti hizo pequeñas actuaciones en numerosas producciones, muchas de ellas orientadas a la propaganda antinazi. 
Desde los primeros años 1950 Valetti estaba, en la práctica, sin trabajo: en 1951 fue doble en el film de Charles Chaplin Candilejas, y en 1956 trabajó como extra en La vuelta al mundo en ochenta días.
Lisl Valetti falleció en 2004 en Studio City, California. Había estado casada con Felix Bernstein, asesor técnico de origen rumano, que trabajó en varias películas para MGM, en algunas de las cuales actuaba también su esposa. 

## Filmografía
- 1931: Muchachas de uniforme
- 1942: I Married an Angel
- 1942: Reunion in France
- 1943: Assignment in Brittany
- 1943: Bajo sospecha
- 1943: Los verdugos también mueren
- 1943: Appointment in Berlin
- 1944: The Seventh Cross
- 1945: Her Highness and the Bellboy
- 1945: Tarzan and the Amazons
- 1948: Letter from an Unknown Woman
- 1948: Berlin-Express
- 1949: The Doctor and the Girl